# Stretto di Malygin
Lo stretto di Malygin (in russo Пролив Малыгина?, Proliv Malygina) è un braccio del mar di Kara situato tra l'Isola Belyj e la penisola Jamal. Si trova nel Jamalskij rajon del Circondario autonomo Jamalo-Nenec, in Russia. Lo stretto porta il nome dell'esploratore Stepan Gavrilovič Malygin che aveva partecipato alla seconda spedizione in Kamčatka (1736-37).

## Geografia
Lo stretto di Malygin è lungo 63 km e largo dai 9 ai 27 km e ha una profondondità massima di 19 m. le coste sono basse, di natura sabbioso-argillosa, coperte dalla tipica vegetazione della tundra. I maggiori promontori sul lato settentrionale dello stretto (isola Belyj) sono capo Malygin, capo Sedechangensalja e capo Schubert (мысы Малыгина, Седехангенсаля, Шуберта); sul lato meridionale (penisola Jamal) capo Golovin e capo Hėsalja. Molti corsi d'acqua si gettano nello stretto, il maggiore è il fiume Jachadyjacha (река Яхадыяха).

### Isole presenti nello stretto
- Ostrovoj (Островой), a sud-est di capo Golovin (72°54′27″N 69°51′29″E).
- Un gruppo di isole sabbiose senza nome a sud di capo Schubert (73°06′54″N 71°34′21″E).
- Le isole Tabngo (Табнго) e Tjubcjango (Тюбцянго), a sud delle precedenti (73°03′55″N 71°42′22″E).